# The Legend of Zelda: The Minish Cap
Vous lisez un « article de qualité » labellisé en 2023.
The Legend of Zelda: The Minish Cap, souvent abrégé en Minish Cap, est un jeu d'action-aventure développé par Capcom et Flagship et édité par Nintendo. Il sort sur Game Boy Advance le 4 novembre 2004 au Japon, le 12 novembre 2004 en Europe, et l'année suivante le 10 janvier 2005 en Amérique du Nord et le 7 avril 2005 en Australasie. Il s'agit du douzième opus de la franchise The Legend of Zelda et le troisième à sortir sur cette console.
Préquelle directe de The Legend of Zelda: Four Swords sorti en 2002 sur Game Boy Advance, le jeu met en scène Link, le petit-fils du forgeron du royaume d'Hyrule. Il cherche à libérer Zelda, son amie d'enfance et princesse du royaume, d'une malédiction infligée par le sorcier maléfique Vaati. Accompagné dans sa quête par le Minish Exelo, un être microscopique qui lui confère le pouvoir de rapetisser et de grandir à loisir, Link cherche alors à reforger la lame sacrée Minish pour briser le sort lancé par Vaati et sauver son amie.
Le développement de Minish Cap est lancé après la sortie des deux jeux Zelda déjà développés par Capcom, The Legend of Zelda: Oracle of Seasons et Oracle of Ages. Le projet est confié à Hidemaro Fujibayashi, récemment promu directeur et responsable du développement de Four Swords, tandis que le poste de producteur revient à Keiji Inafune, responsable chez Capcom. Le jeu reprend le style graphique en cel-shading instauré par The Legend of Zelda: The Wind Waker et désire mettre l'accent sur un aspect « conte de fées », encore peu exploité dans la série, adapté aux restrictions de la console, mais justifiant l'apparition de nouvelles mécaniques comme le changement de taille, qui permet l'exploration d'un lieu déjà connu avec un nouveau regard.
Le jeu est très bien accueilli par la presse spécialisée, qui vante notamment son aspect visuel, sa musique et plus généralement le gameplay, typique de la franchise. Considéré a posteriori comme l'un des meilleurs jeux du catalogue de la Game Boy Advance, Minish Cap est également nommé et récompensé dans diverses cérémonies. Il est réédité sur la console virtuelle de la Wii U en juin 2014, puis dans le catalogue proposé aux abonnés du Nintendo Switch Online en février 2023.

## Trame

### Contexte
The Legend of Zelda: The Minish Cap est le douzième opus de la saga The Legend of Zelda. L'action du jeu se situe chronologiquement au début de la trame principale de la série, après les évènements narrés dans The Legend of Zelda: Skyward Sword,.

### Univers
L'intrigue de Minish Cap se déroule dans l'univers médiéval-fantastique du royaume d'Hyrule, une contrée fictive peuplée d'Hyliens, des humanoïdes avec des oreilles pointues. Sa géographie offre une grande variété de paysages, comme des montagnes rocailleuses, des marécages lugubres, des forêts denses ou des régions de grands lacs.
Après la création du royaume par la déesse Hylia, les descendants des premiers Hyliens bâtissent le château d'Hyrule et font la rencontre des Minish, un peuple microscopique dont la taille ne dépasse pas celle d'un pouce. Ces derniers ont porté secours aux Hyliens, lors de plusieurs attaques de monstres, offrant une lumière dorée, appelée Force, et une épée magique aux Hyliens, afin d'assurer leur défense. Après la victoire des Hyliens, la famille royale est alors chargée de prendre soin de l'épée Minish, qui a servi à sceller les monstres, mais également de garder secrète l'existence des petits êtres Minish. Ces derniers, visibles uniquement par des enfants au cœur pur, habitent principalement dans la forêt de Tyloria, dans un village caché inaccessible pour un Hylien, mais sont également présents dans tout le royaume,. Ils logent dans toutes sortes d'objets, allant de boîtes de conserves à des champignons, ou de vieilles chaussures abandonnées. Ils parlent un dialecte différent de celui des Hyliens, qu'ils ne comprennent pas malgré certaines similitudes. Bien que la majorité des habitants du royaume ignorent leur existence, ils continuent d'aider en secret les Hyliens. L'histoire se déroule plusieurs centaines d'années après la première apparition des Minish à Hyrule.
L'intrigue prend place dans les différentes régions de ce royaume, dans lesquelles Link doit se rendre pour accomplir sa quête. Le joueur visite des lieux déjà explorés dans d'autres itérations de la franchise, comme les Bois Perdus, accolés au cimetière d'Hyrule, le lac Hylia, proche du Temple de Glace, ou encore le château d'Hyrule et ses jardins, point central du jeu situé tout au nord du royaume. Parmi les lieux inédits, le joueur doit également visiter le Mont Gonggle, une chaîne de montagnes située à l'ouest d'Hyrule, ou la forêt de Tyloria, où l'on trouve le village Minish.
Plusieurs peuples habitent ce royaume féérique. En plus des Hyliens et des Minish, on retrouve également les Éoliens, peuple du vent. Vivant depuis longtemps dans une zone très venteuse, ils ont obtenu la maîtrise des vents, pour aller vivre au-dessus des nuages. Gardiens du Temple du Vent, ils s'opposent fortement à la venue des habitants de la surface. Des Gorons, un peuple de montagnards ressemblant aux pierres dont ils se nourrissent, occupent également les cordillères de cette contrée.

### Personnages
| Jeune homme blond avec une tunique verte, portant une épée.               |  | Femme à longs cheveux bruns dans une robe rose. |
| Cosplay des deux personnages principaux, Link à gauche et Zelda à droite. |  |                                                 |

Le joueur incarne Link, qui reprend les caractéristiques physiques principales des opus précédents The Wind Waker et Four Swords,,. Grâce à son design proche de celui d'un dessin animé, cette apparence permet de mettre l'accent sur les émotions ressenties par Link,,. Il garde néanmoins des caractéristiques communes à ses incarnations précédentes, inspiré d'un elfe et reprenant les traits de Peter Pan, ainsi que la couleur verte de sa tunique,. Dans cet opus, Link est un enfant, le petit-fils du forgeron du royaume d'Hyrule.
La princesse Zelda est aussi présente, comme dans la plupart des jeux de la franchise. Elle vit au château avec son père, le roi Dartas. Grande amie d'enfance de Link, c'est elle qui viendra le chercher au début du jeu afin de l'emmener à la fête du village. Selon la légende, elle possèderait des pouvoirs magiques étranges.
Link est également accompagné dans son aventure par Exelo, un chapeau parlant ressemblant à un oiseau, qui lui prodigue des conseils tout au long de son aventure et lui permet de changer de taille à volonté. Il s'agit en réalité d'un sage Minish, transformé en bonnet par le sorcier maléfique Vaati.
Ce dernier est l'antagoniste principal de cet opus. Ancien apprenti d'Exelo, c'est également un Minish, mais que l'attirance pour la magie noire a corrompu. Il tient ses pouvoirs démoniaques d'un chapeau, anciennement conçu par son mentor, qui exauce les vœux de son porteur. Dévoré par l'ambition, il cherche à s'emparer de la Force, donnée aux Hyliens par les Minish il y a des siècles. L'étendue de ses pouvoirs magiques est grande, il peut notamment transformer des Hyliens en pierre, voire les envoûter.
Durant son aventure, Link rencontre également plusieurs personnages secondaires, comme la fermière Malon et son père Talon, responsable de la Ferme Lon Lon, le marchand ambulant Terry ou le fossoyeur Igor, qui l'aident dans sa quête. Il rencontre aussi Tingle, un Hylien obsédé par les fées, qui est persuadé d'en être une.
Au cours de son périple, Link doit affronter plusieurs monstres plus ou moins forts, ainsi que des boss dans différents temples situés à Hyrule. Si le joueur retrouve plusieurs créatures du bestiaire habituel de la série, comme les moblins ou les octoroks, il se mesure également à des créatures inédites, comme Gleeok, un dragon vivant au cœur du volcan du mont Gonggle, où il garde l'Élément feu.

### Histoire

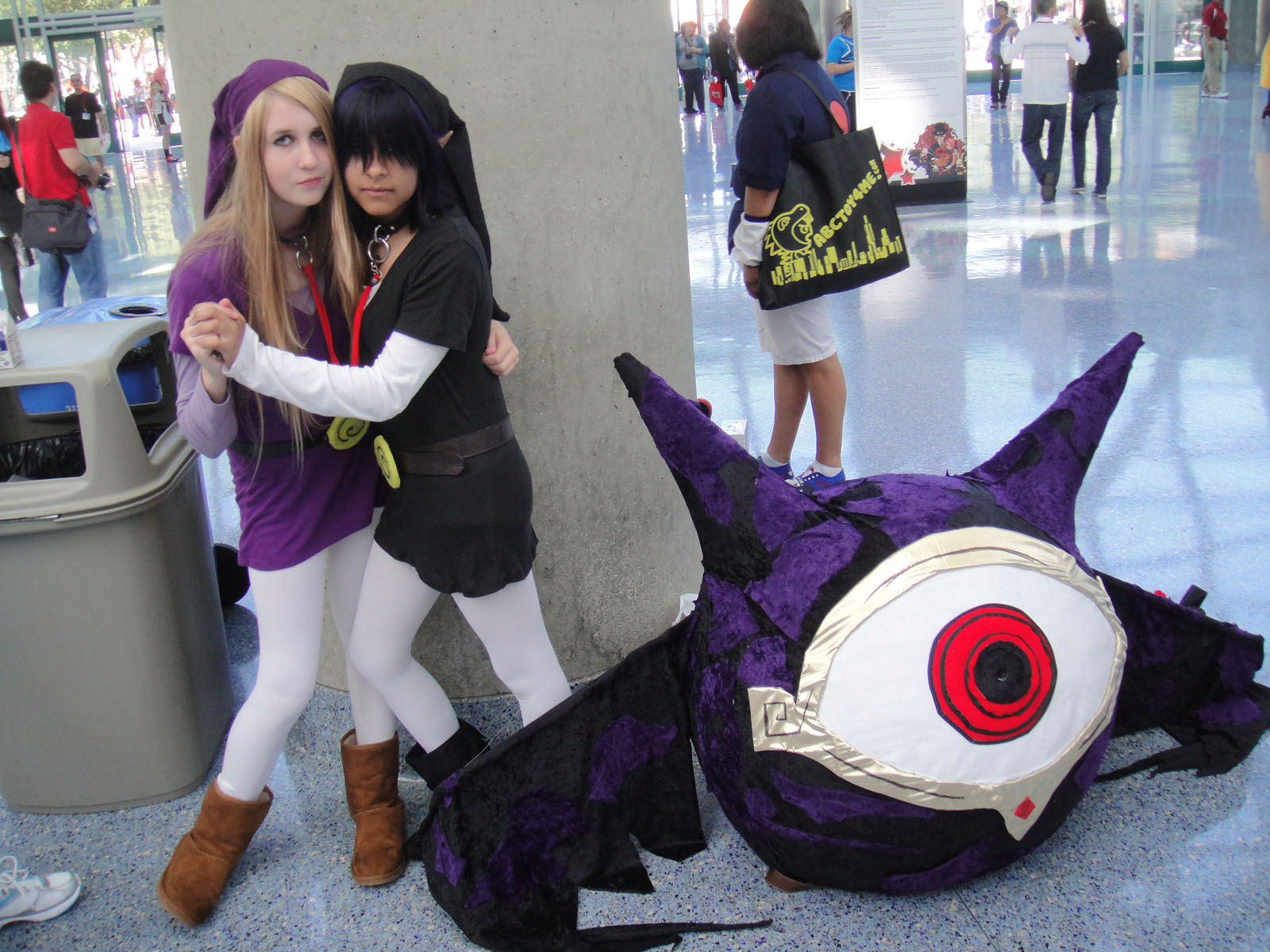
Vaati (sous sa forme démoniaque, au premier plan), est l'antagoniste principal du jeu. Assoiffé de pouvoir, il cherche à voler la Force des Minish, confiée au royaume d'Hyrule.

Dans un petit village en périphérie du domaine du château d'Hyrule, Link, petit-fils et apprenti du forgeron royal, est rejoint par son amie d'enfance Zelda, la princesse du royaume. Cette dernière l'invite au festival Minish, une fête annuelle effectuée en l'honneur du peuple microscopique ayant sauvé le royaume d'une invasion maléfique il y a des siècles. Selon la légende, tous les cent ans, un portail s'ouvre vers le monde des Minish. Link et Zelda assistent au festival et à la victoire de Vaati, un mage mystérieux, lors du tournoi amical. Ce dernier, à peine récompensé par le roi Dartas, brise la lame Minish, qui contenait les monstres maléfiques dans un coffre. Zelda, tentant de l'en empêcher, se retrouve transformée en pierre, tandis que Link est assommé par Vaati.
Link apprend alors que le seul moyen de briser le sort et de sauver Zelda est de restaurer l'épée Minish brisée par Vaati. Pour cela, Link aura besoin des Minish eux-mêmes, après avoir appris qu'ils ne sont pas qu'un folklore, mais bien un peuple d'Hyrule, visible seulement par les enfants. Sur son chemin, il sauve Exelo, un magicien transformé en chapeau parlant par Vaati, qui l'accompagne dans son aventure, le conseille et, surtout, lui octroie le pouvoir de rapetisser à la taille d'un Minish, ce qui lui permet d'entrer dans le village de ces derniers, profitant de l'ouverture du portail entre le monde Minish et Hyrule,.
Une fois dans le village Minish, il apprend de l'ancien du village qu'il est nécessaire de collecter les quatre éléments, dispersés à travers le royaume, pour redonner son plein potentiel à l'épée Minish, et ainsi avoir assez de puissance pour confronter Vaati. Link découvre au cours de son périple qu'Exelo, son chapeau et mentor, était à l'origine un sage Minish et le maître de Vaati. Ce dernier l'a trahi et a volé un couvre-chef capable de réaliser les vœux de son porteur, devenant ainsi un sorcier très puissant. Insatisfait et à la recherche de toujours plus de pouvoir, Vaati convoite désormais la Force originelle, donnée par les Minish aux Hyliens il y a des siècles, sans savoir où la trouver.
Au fil de son aventure, Link récupère les quatre éléments nécessaires à la réparation de l'épée Minish. Lors d'un rituel, il obtient alors l'épée des Quatre, version plus puissante de l'épée Minish. Il apprend par la même occasion que la Force que recherche Vaati n'est autre que la princesse Zelda, la Force se transmettant de génération en génération au sein de la famille royale d'Hyrule. À leur insu, Vaati apprend cette information et commence à extraire l'énergie vitale de la princesse, afin de se transformer en démon. Bien que Link et Exelo perturbent le rituel, Vaati parvient néanmoins à se transformer en un démon sphérique, ailé et cyclope, et attaque Link. Après un combat dont ce dernier ressort victorieux, Vaati est scellé à l'intérieur de l'épée, que Link repose sur son socle. Malgré la défaite de Vaati et, par conséquent, la levée de ses malédictions sur Exelo et Zelda, le royaume d'Hyrule ressort meurtri de cet affrontement, avec de nombreuses pertes. Exelo offre alors le chapeau des vœux, précédemment volé par Vaati, à Zelda, qui souhaite un retour à la normale et la restauration du royaume.
Alors que le portail entre le monde Minish et Hyrule se ferme, Exelo offre un chapeau similaire au sien à Link, ressemblant fortement à son bonnet vert typique. Les Minish retournent alors dans leur monde miniature, tandis qu'Hyrule continue de les honorer, festival après festival.

## Système de jeu

### Généralités

Des rubis, devise utilisée dans le royaume d'Hyrule.

Comme la plupart des jeux The Legend of Zelda, Minish Cap est un jeu d'action-aventure centré sur l'exploration, la résolution d'énigmes et le combat, se déroulant dans un univers médiéval-fantastique. Il reprend quasiment à l'identique les graphismes de Four Swords, son prédécesseur,. De nombreuses innovations sont néanmoins présentes, procurant ainsi une expérience de jeu inédite.
L'action se déroule en vue du dessus, dans les donjons et les villages où le joueur contrôle Link. Le jeu alterne ainsi entre phase de déplacement en monde ouvert et phase d'exploration de donjon. Comme dans la plupart des jeux de la franchise, les ennemis, une fois vaincus, laissent derrière eux des potions de soin, ou des rubis, qui permettent au joueur d'acheter des armes ou des objets dans les différents magasins. Le joueur peut augmenter sa santé maximale en récupérant des réceptacles de cœur, qui peuvent être obtenus dans des coffres ou après avoir vaincu des boss.
Les boutons de la Game Boy Advance servent d'interface principale. Les limites de la console cantonnent le joueur aux boutons A et B pour utiliser les objets, interagir avec les différents personnages, ou confirmer son choix, tandis que la croix directionnelle permet au joueur de diriger Link. Pour changer d'objet, alterner entre l'épée et le bouclier ou sauvegarder sa partie, le joueur doit passer par le menu. Les deux gâchettes, L et R, sont destinées à l'esquive, permettant à Link d'effectuer une roulade, et à l'utilisation de médailles récoltées au cours de l'aventure,.
Le joueur possède un vaste arsenal qui lui permet de résoudre les énigmes des donjons et vaincre les boss. Si la plupart, comme l'épée de Quatre, le bouclier, le boomerang, l'arc ou les bombes,, sont présents dans tous les opus de la saga, certains objets en possession de Link sont inédits dans la série. Parmi ces derniers, on retrouve le pot magique, aspirant l'air environnant et le relâchant à forte pression, ou les griffes de taupe, qui permettent au joueur de creuser à travers des murs fragilisés ou des sols meubles. Parmi les autres objets propres à cet opus figure le bâton sauteur, qui permet au joueur d'avoir accès à un tremplin, de sauter plus loin ou de retourner les objets. Le joueur peut également obtenir de nouvelles compétences, comme l'attaque tornade, à travers des précis d'escrime disséminés à travers le royaume.

### Reprise du concept deFour SwordsetFour Swords Adventures
En plus de réutiliser le moteur et l'identité graphique de son prédécesseur Four Swords, Minish Cap reprend également une grande partie de son gameplay. Les contrôles sont similaires, le joueur peut interagir avec son environnement de la même manière et la vue aérienne instaurée par The Legend of Zelda: A Link to the Past est reproduite.
Minish Cap s'inspire également de plusieurs autres concepts issus de précédents jeux, comme la présence d'un compagnon — en l'occurrence celle d'Exelo —, le système de transformation ou même, tout simplement, l'apparence physique du héros. Inversement, le développement de Minish Cap étant concomitant de celui de Four Swords, certaines innovations conçues pour le premier se retrouvent dans le second, bien que celui-ci soit sorti deux ans avant. Plusieurs autres exclusivités des opus Game Boy Advance sont retrouvées dans cette itération, que ce soit au niveau technique, avec les interjections numérisées de Link, ou au niveau du gameplay, avec de longues séquences d'échange avant d'enfin obtenir un objet nécessaire à la progression du joueur,. Plusieurs donjons présentent des défis similaires, comme la cape de Roc, qui confère à Link la capacité de sauter sur de courtes distances. De plus, dans certains donjons, Link peut se dédoubler grâce à une stèle magique et résoudre des énigmes, à l'instar des précédents opus, sans néanmoins qu'il y ait besoin de quatre joueurs.
Enfin, plusieurs personnages issus de Four Swords et de Four Swords Adventures, comme le mage démoniaque Vaati, sont de retour dans Minish Cap. Similairement, l'introduction de l'épée des Quatre, élément principal du gameplay des opus précédents, sert à créer le lien entre ces différents jeux.

### Nouveautés apportées augameplay

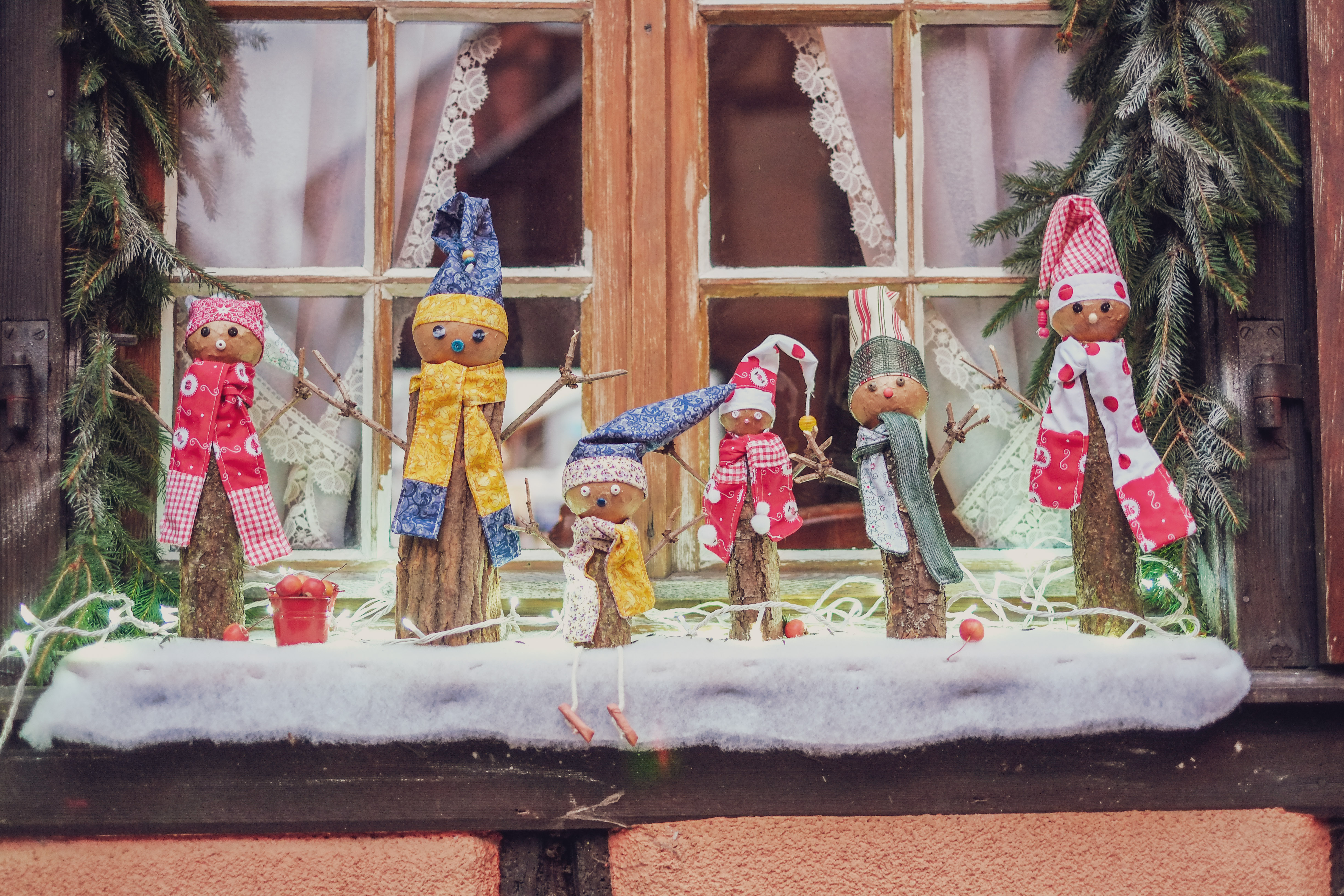
Les Minish sont des petites créatures microscopiques, ressemblant à des lutins, vivant cachées au sein du royaume d'Hyrule (ici, des sculptures de lutins).

La principale nouveauté apportée à Minish Cap est le changement de taille que peut effectuer Link grâce à la magie des Minish. En effet, le joueur peut ainsi passer des obstacles auparavant infranchissables, ou atteindre des zones inaccessibles en modulant son gabarit à loisir. Cela lui permet également d'explorer à nouveau certains environnements avec une nouvelle perspective. Le jeu explore cette double utilisation de l'espace, faisant de certaines zones auparavant jugées insignifiantes par le joueur des régions complexes et foisonnantes une fois Link sous sa forme Minish. Ainsi, des flaques d'eau se transforment en lac, des ennemis inoffensifs se métamorphosent en boss et inversement, une fissure dans un mur devient un passage empruntable,. Le pouvoir des Minish permet également à Link de communiquer avec les différents animaux peuplant Hyrule.
L'autre principale nouveauté introduite par Minish Cap est l'introduction des fragments du bonheur. Ces derniers se rapprochent d'une quête secondaire, dans la mesure où le joueur doit en collecter le plus possible. Chaque fragment obtenu est en réalité une moitié de médaillon, que le joueur doit associer à l'autre moitié correspondante. Le joueur peut faire correspondre ces moitiés avec des Hyliens ou des Minish, partout dans le royaume. La fusion de ces deux fragments déclenche la réalisation d'un « vœu de bonheur » qui, selon le type des fragments associés, permet l'accès à des rubis, des fragments de cœur, des passages secrets, voire l'apparition d'ennemis rares. Certaines de ces associations sont facultatives, d'autres non, ces dernières sont d'ailleurs essentielles à la progression du joueur.
Une autre nouveauté de cet opus est l'introduction de coquillages pouvant être échangés contre des figurines à l'effigie des différents personnages rencontrés pendant l'aventure. Le joueur peut également obtenir d'autres figurines lorsque sa collection s'agrandit. Plusieurs critères sont nécessaires à l'obtention de certaines figurines : il faut avoir rencontré l'ennemi ou le personnage en question, avoir accumulé suffisamment de coquillages mais aussi, parfois, de la chance, certaines figurines ne pouvant être obtenues qu'à l'issue d'un jeu de hasard, à la manière d'un gashapon.

## Développement

### Genèse du projet, équipe et concept
| Un homme d'origine asiatique, portant le bouc.                                  |  | Homme asiatique, portant un manteau et une barbe. |
| Eiji Aonuma (à gauche) et Keiji Inafune, tous deux producteurs du jeu, en 2007. |  |                                                   |

Dès 2001, après avoir fini de développer Oracle of Ages & Oracle of Seasons sur Game Boy Color, Flagship, la filiale fondée par Capcom, Nintendo et Sega qui développe exclusivement des jeux Nintendo, commence à travailler sur un nouveau jeu pour la Game Boy Advance. Ce travail s'effectue sous la supervision d'Eiji Aonuma et de Nintendo EAD, tandis qu'est de retour à la réalisation Hidemaro Fujibayashi, auteur des deux jeux Oracle. Keiji Inafune, grand nom de Capcom principalement connu pour son travail sur les franchises Mega Man et Onimusha, est lui aussi producteur du jeu.
Après le développement de Four Swords Adventures, au gameplay principalement tourné autour du multijoueur, pour la GameCube, Fujibayashi et plusieurs artistes organisent une réunion afin de trouver la nouvelle mécanique autour de laquelle sera axée le prochain opus. Leur objectif est de proposer une expérience de jeu véritablement différente, les épisodes de la série Oracle s'étant beaucoup inspirés de leurs prédécesseurs. Cette équipe préparatoire propose plusieurs illustrations conceptuelles et story-boards autour du thème « grand et petit », Fujibayashi préférant coucher sur le papier des idées qu'il a du mal à traduire avec des mots. L'équipe de développement cherche alors à pousser plus loin ce concept inédit qui apporterait au jeu sa touche unique. Fujibayashi déclare notamment qu'après s'être penché sur les dichotomies « passé et futur » et « ombre et lumière », l'opposition du « grand » et du « petit » ouvrait de nouvelles possibilités quant aux mécaniques de gameplay tout en restant fidèle à l'esprit des précédents jeux,. Après avoir présenté son concept à Shigeru Miyamoto, père de la franchise, Fujibayashi obtient son aval. Miyamoto trouve le projet intriguant et plein de potentiel. Il propose notamment au réalisateur l'idée d'un Link miniature se faufilant dans un coffre au trésor afin de récupérer des objets ou même des espiègleries, ce qui se retrouvera dans le jeu final. Fujibayashi se réjouit d'ailleurs de la bonne coopération entre les équipes, insistant sur l'effet bénéfique des retours positifs de l'équipe de Nintendo sur le moral de celle de Capcom pendant le développement.
L'équipe de développement cherche alors à inscrire ce nouveau jeu dans la trame narrative des deux opus précédents, en prenant le parti pris d'une préquelle aux histoires déjà racontées. Ainsi, Link combat pour la première fois le mage Vaati, qu'il retrouvera dans Four Swords Adventures, et découvre l'épée des Quatre, élément central des itérations précédentes.
Une pause temporaire dans le développement est néanmoins décidée pour permettre aux équipes de se focaliser sur The Legend of Zelda: Four Swords, dont la production est concomitante de celle de Minish Cap, retardant ainsi la sortie de ce dernier à la fin de l'année 2004,.

### Changements apportés au système de jeu

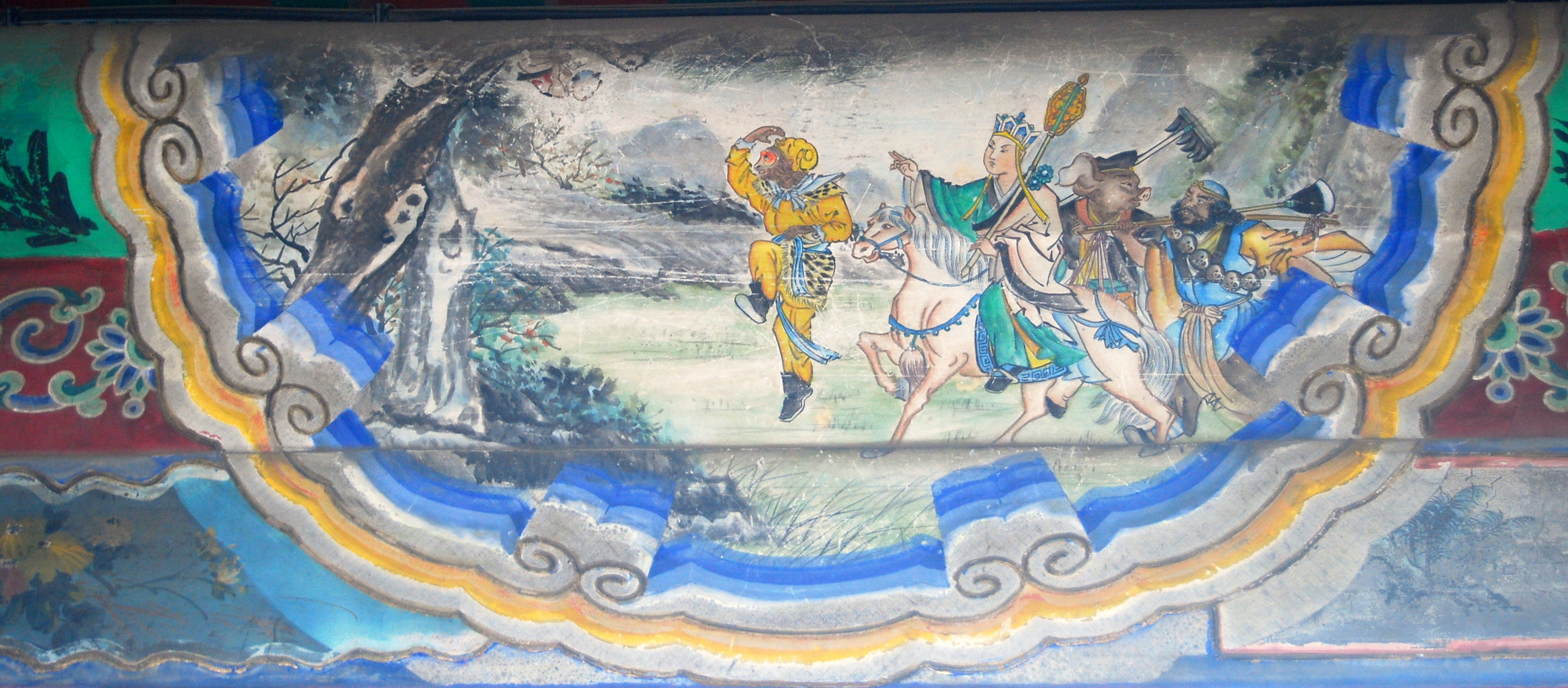
Peinture représentant La Pérégrination vers l'Ouest, qui a servi d'inspiration aux développeurs de Minish Cap.

En développant Minish Cap, Fujibayashi cherche à proposer une approche des jeux Zelda inédite pour l'époque. En effet, si la plupart des jeux sortant au début des années 2000 étaient plutôt orientés vers la 3D, Fujibayashi souhaite adapter des concepts propres aux jeux en trois dimensions pour les inclure dans un jeu en deux dimensions, permettant à Minish Cap de rivaliser avec les titres de la franchise en 3D. L'équipe de développement se donne pour but de concevoir une aventure qui soit considérée comme « le summum du jeu en 2D ». Cela découle d'une frustration du réalisateur du jeu qui, enfant, ne voyait pas les jeux vidéo évoluer vers une amélioration des capacités 3D mais vers une perfection de la 2D. C'est avec cette idée en tête que l'équipe de Capcom cherche ainsi à offrir « l'expérience 2D la plus raffinée possible ».
Dans cette optique, les développeurs apportent un soin tout particulier à la notion d'échelle, pour donner au joueur des expériences de jeu différentes selon la taille de Link. Dans certains cas, la caméra suit le joueur tandis que, dans d'autres cas, elle ne change pas d'angle ou d'échelle. Dans ces situations, Link n'apparaît que sous forme de point, se déplaçant comme il l'aurait fait à sa taille normale sur la carte, à l'exception notable qu'il ne mesure que quelques pixels. Dans cette configuration, pour que le joueur ne perde pas la trace de Link, ce dernier est tout de même indiqué avec une bulle stylisée. C'est également un prétexte pour les développeurs, qui leur permet d'offrir de nouveaux défis au joueur, en le forçant à prêter une attention toute particulière aux détails. En effet, un trou de souris qui, dans le décor, pourrait être anecdotique, se révèle être la clé de la progression de l'aventure. Eiji Aonuma, le producteur, se dit très satisfait de ces variations d'échelle lors d'une réunion avec Fujibayashi, estimant que l'aspect 2D du jeu remplit parfaitement son rôle dans ce cas.
Concernant les nouveaux objets que Fujibayashi souhaite intégrer dans le jeu, le pot magique est une idée que les développeurs tirent du conte chinois La Pérégrination vers l'Ouest, ce qui est cohérent avec le thème du conte merveilleux mis en évidence dans cet opus. En effet, dans ce mythe, il s'agit d'une gourde pouvant tout aspirer. Fujibayashi s'inspire de cet objet, le transforme pour qu'il soit cohérent avec les objets généralement trouvés dans la franchise (plusieurs utilisations possibles, pouvant être facilement déplacé et tenu) et en fait une jarre pour l'occasion.

### Graphismes, conception des lieux et des personnages
Minish Cap affiche des graphismes au style cartoon, pour plusieurs raisons. Eiji Aonuma, producteur du jeu, justifie tout d'abord ce choix par une volonté de maintenir la cohérence graphique : Minish Cap partage en effet un aspect féerique avec l'opus précédent The Wind Waker et l'équipe de développement souhaite ainsi conserver un esprit commun entre ces jeux. De plus, cela permet de contourner plusieurs limites techniques imposées par la Game Boy Advance, permettant ainsi au joueur d'avoir accès à de grandes variations d'échelle sans problèmes de visibilité. Un soin tout particulier est apporté aux graphismes du jeu, pour donner une certaine douceur au pixel art utilisé dans l'intégralité du jeu, pour utiliser au mieux les capacités de la Game Boy Advance tout en incluant un maximum d'éléments des croquis préparatifs.

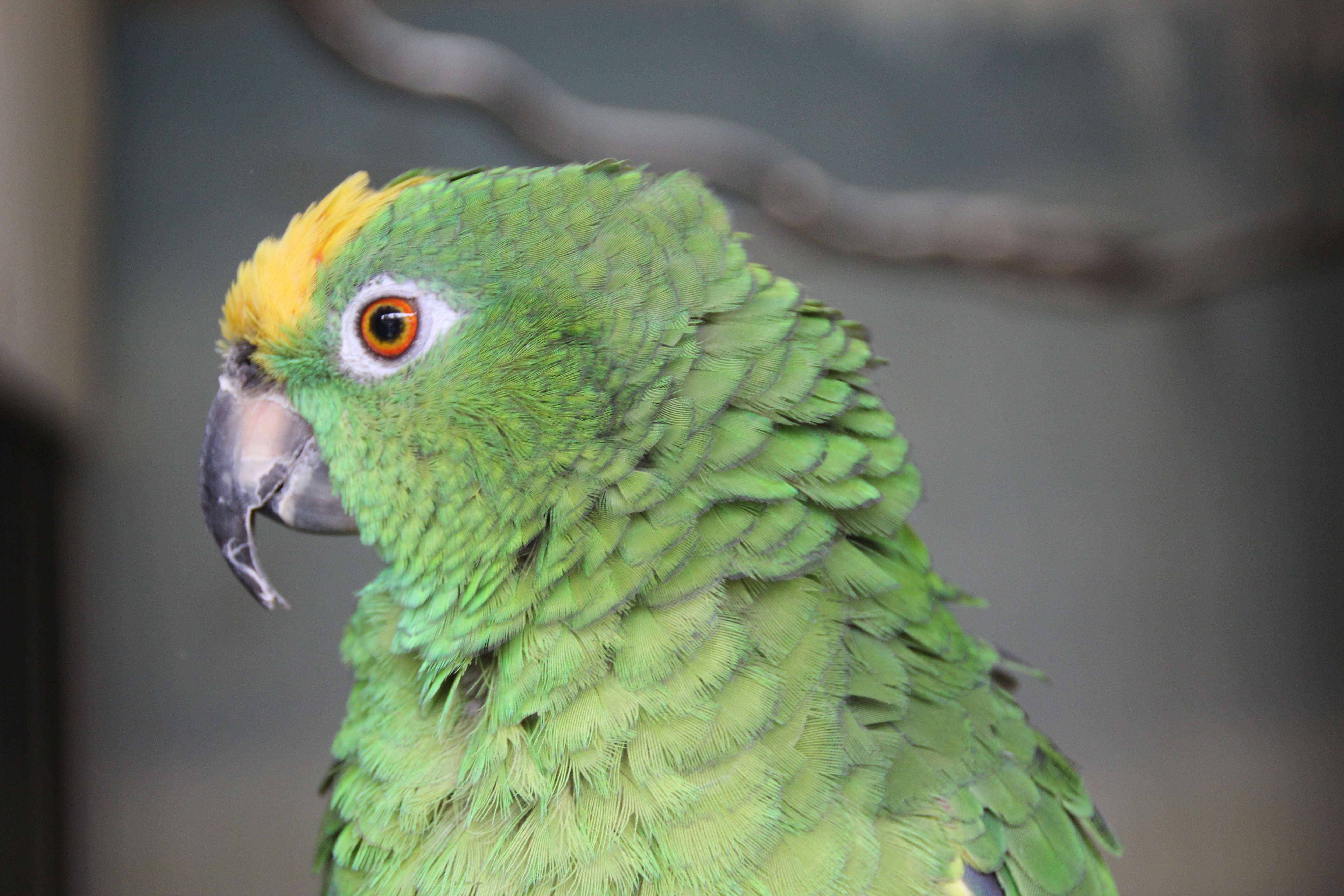
Un perroquet vert et jaune, similaire à Exelo, chapeau animé en forme d'oiseau qui guide le héros (ici, un amazone à front jaune).

Pour la création du personnage d'Exelo, Fujibayashi corrige une erreur qu'il avait commise lors du processus créatif des jeux Oracle of Ages & Oracle of Seasons. En effet, il regrette de ne pas avoir inclus un personnage servant de guide et conseiller au héros dans ces jeux, sur le modèle de la fée Navi dans The Legend of Zelda: Ocarina of Time. Si, au départ, Fujibayashi envisage plusieurs types de chapeaux et de masques qui, chacun, donnerait un conseil spécifique au joueur, c'est finalement l'idée d'un chapeau unique mais bavard qui est retenue. À la suite d'une plaisanterie de l'un des développeurs, qui fait remarquer que le chapeau risque de beaucoup jacasser, les traits d'un oiseau semblable à un perroquet lui sont peu à peu attribués. Aonuma adore l'idée et invite l'équipe à poursuivre dans cette direction pour la création des autres personnages. L'équipe de développement s'inquiète dans un premier lieu de la réaction des producteurs de chez Nintendo, après avoir modifié un aspect si prépondérant de l'apparence de Link, mais l'idée est bien accueillie, le chapeau conservant son aspect original quand Exelo ne parle pas.
Les Minish sont conçus dès les premiers stades de développement, Fujibayashi ayant exigé de nombreuses images préparatoires à son équipe. Si ce peuple miniature n'a pas de nom au début, leur environnement, leurs maisons et leur société sont imaginées très rapidement et ne subissent que peu de modifications. La ville d'Hyrule est également conçue tôt dans le processus créatif. En effet, Fujibayashi souhaite faire de cette ville le hub principal du jeu et la remplit ainsi de détails et de quêtes secondaires afin de rendre plus plaisants les retours à venir du joueur. Il pousse le concept encore plus loin, en rajoutant plusieurs énigmes et passages secrets, accessibles seulement sous forme Minish, afin de donner à la ville d'Hyrule un aspect de donjon, en plus de son rôle de point d'interconnexion. L'équipe de concepteurs parsème ainsi la ville de nombreux secrets et défis, lui donnant un aspect unique encore jamais vu dans la franchise. Aonuma est très fier de ce travail effectué sur la ville principale, l'estimant même supérieure à Bourg Clocher, hub de l'opus Majora's Mask, très apprécié des joueurs.

### Un épisodemade inCapcom

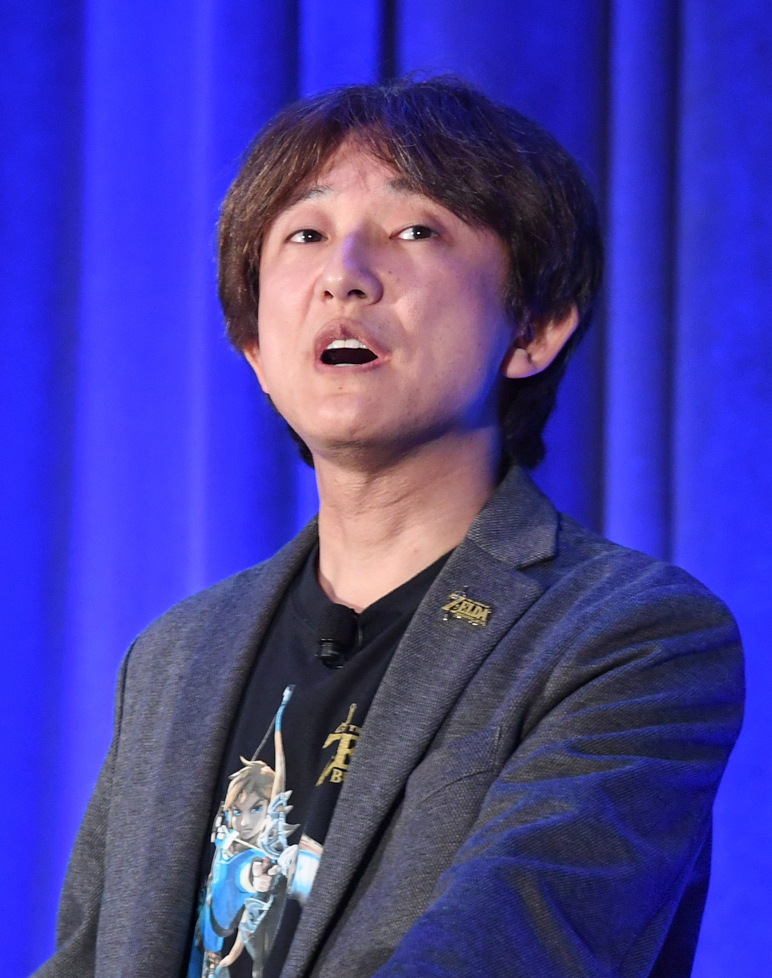
Hidemaro Fujibayashi, directeur de l'équipe de développement du jeu, en 2017.

Après le succès critique et commercial des précédents jeux développés par Capcom, le studio souhaite confirmer son implantation dans la franchise avec un nouvel opus sur console portable. Minish Cap est voulu ainsi comme le point de rencontre entre les deux concepteurs de jeux. Fujibayashi lance d'ailleurs le développement du nouveau titre avec deux objectifs précis : proposer un concept original et, surtout, réussir à faire ressortir un style propre à Capcom. Si Eiji Aonuma, superviseur du projet, est d'abord dubitatif et insiste sur la nécessité de ne pas dénaturer l'esprit de la franchise, la pression ne se fait pas ressentir et les deux équipes, de Nintendo comme de Capcom, échangent régulièrement dans les meilleures conditions.
Le style visuel de Minish Cap reprend lui-même le style Capcom, les jeux de ce studio s'étant démarqués au cours de la décennie précédente par leur style en deux dimensions perfectionné et coloré ainsi que leurs animations léchées. En effet, si Minish Cap s'inspire principalement de la direction graphique de The Wind Waker, sur l'écran de la console portable, les couleurs, les décors et les environnements rappelent d'autres titres Capcom, comme Mega Twins, les jeux de la série Breath of Fire ou même le célèbre Ghosts 'n Goblins lors de la séquence dans le cimetière. Le style Capcom est ainsi apposé partout, sur les animations, les décors et certaines mécaniques de jeu, que ce soit en matière d'énigmes ou d'approche de l'action. Si dans la franchise Zelda, les puzzles sont au cœur du gameplay, dans cet opus, l'action est mise au premier plan, de manière similaire aux sagas Mega Man ou Street Fighter. Ce tournant prononcé vers l'action se retrouve notamment dans les différents donjons : les salles d'énigmes sont plutôt anecdotiques en comparaison de ce qui est attendu du joueur qui doit se déplacer, courir, sauter et se battre sans répit, donnant ainsi le rendu tant recherché par Fujibayashi, un véritable opus de la franchise The Legend of Zelda à la sauce Capcom.
Afin de lier les épisodes Capcom entre eux, Fujibayashi insiste pour donner une nomenclature commune à leurs titres. Ainsi, dans leur version originale japonaise, les titres des trois jeux Capcom partagent le préfixe Fushigi no : Fushigi no Bōshi pour Minish Cap et Fushigi no Kinomi pour les jeux Oracle. Un autre lien entre Minish Cap et la série Oracle consiste en un clin d'œil inséré dans le jeu par les développeurs : durant son aventure, Link rencontre trois femmes, Din, Nayru et Farore, présentes dans les précédents opus développés par Capcom et qui, cette fois, en voyage, sont à la recherche d'un logement. Néanmoins, le joueur peut seulement offrir le gîte à deux d'entre elles, une référence au fait que le troisième jeu de la série Oracle, bien qu'initialement prévu, n'a jamais vu le jour.

## Bande-son
Pour cet opus, la bande-son a été intégralement conçue par l'équipe de Capcom. La musique est composée par Mitsuhiko Takano, habitué des jeux mineurs Capcom, ayant notamment réalisé la bande-son de Street Fighter Alpha 3 et Hyper Street Fighter II: The Anniversary Edition,. Spécialiste de la réinterprétation de titres déjà existants, il approfondit pour Minish Cap les thèmes déjà imaginés par Minako Adachi, compositrice chez Capcom et responsable de la bande-son des jeux Oracle of Ages & Oracle of Seasons. Grand fan de la franchise, Takano s'inspire énormémént des titres sortis sur Nintendo Entertainment System afin de proposer de nouvelles interprétations de certains morceaux et donner de nouvelles atmosphères lors de moments clés du jeu. Il est d'ailleurs le seul compositeur de la franchise à avoir réinterprété un titre d'Akito Nakatsuka, compositeur de l'opus Zelda II: The Adventure of Link.
Le jeu alterne entre musiques originales, composées spécialement pour le titre, et morceaux tirés des précédents opus et retravaillés. Parmi ces derniers, la bande-son comprend le thème du château d'Hyrule, inspiré de celui d'A Link to the Past, ou celui du maître-dojo, inspiré du thème des cours de combat de The Legend of Zelda: The Wind Waker. Takano réinterprète également le thème de la crypte d'Hyrule pour lui donner un aspect sonore véritablement éprouvant et angoissant, comme si le joueur était épié. Il fusionne deux leitmotive correspondant à la princesse Zelda, celui des jeux Oracle of Ages & Oracle of Seasons et son thème d'Ocarina of Time, jouant sur la nostalgie pour donner au joueur l'impression de retrouver une amie d'enfance lors du réveil de la princesse en fin d'aventure et rappelant les liens unissant Link et Zelda dans cet opus. Parmi les autres reprises et hommages, Takano insère également une mélodie que Link peut jouer à l'ocarina, lui permettant de se transporter de lieu en lieu à travers Hyrule : si l'instrument évoque Ocarina of Time, les notes jouées avec lui rappellent le tout premier opus de la franchise, The Legend of Zelda, lorsque Link utilise le sifflet.
Parmi les nouvelles compositions, Takano imagine un mouvement unique pour les apparitions de Vaati qui est ainsi introduit par le même thème musical à chaque fois. Takano crée également le thème des Minish qui apparaît dès le début de l'aventure, au moment du récit introductif, et réapparaît à l'occasion des différents récits d'Exelo, contrastant avec la mélodie associée à ce dernier, plutôt ridicule et pataude, comme pour se moquer de son apparence ridicule et de sa situation.

## Analyse

### Adaptation du voyage du héros

Une représentation schématique des principales étapes du voyage du héros.

Comme beaucoup d’œuvres de fiction, à l'instar de Star Wars, le voyage de Link dans Minish Cap suit le concept du monomythe, ou du voyage du héros, tel que décrit par Joseph Campbell dans son livre Le Héros aux mille et un visages. Inspiré par les travaux de Carl Gustav Jung, il développe et présente dans les années 1940 un modèle narratif récurrent qui se retrouve, d'après son analyse, dans la grande majorité des mythes à travers l'histoire et le monde, et compose ainsi une structure universelle du récit héroïque. Ce voyage du héros est divisé en plusieurs actes.
Le premier d'entre eux, le départ, voit le héros quitter le monde ordinaire et partir à l'aventure. Il correspond dans Minish Cap au festival auquel Link et Zelda assistent. La rencontre avec un mentor, qui prend ici la forme d'Exelo, ouvre Link au monde extérieur et cette prise de conscience le conduit ensuite au passage du seuil, vers un monde inconnu, représenté par sa découverte du peuple Minish et du monde de l'infiniment petit.
Le second acte débute avec l'entrée de Link dans ce nouvel univers, à partir de quoi il ne peut plus faire demi-tour. À travers diverses épreuves, il rencontre toute une série de personnages dont il se fait des alliés et des ennemis et, au fur et à mesure, découvre le royaume d'Hyrule ou le monde Minish, selon sa taille. Il risque la mort à plusieurs reprises en combattant les différents boss du jeu avant d'obtenir l'objet de sa quête, l'épée des Quatre, qui lui permet de vaincre le sorcier Vaati. Le héros, Link, retourne alors dans son monde d'origine et utilise l'objet de sa quête pour l'améliorer, donnant par là un sens à son aventure, ici la restauration du royaume d'Hyrule et la levée de la malédiction d'Exelo, en plus du sauvetage de Zelda.
Ce modèle d'aventure, tel que décrit par Joseph Campbell, se retrouve dans tous les jeux de la franchise Zelda. Il contribue grandement à l'identification du joueur avec son avatar dans le jeu. En hésitant lui aussi à quitter le monde ordinaire, le joueur se retrouve dans la même position que Link. Grâce à cette projection, le héros et le joueur vivent la même expérience. Link, comme son nom l'indique, fait ainsi le lien entre le joueur et l'aventure.
Eiji Aonuma confirme que chaque jeu Zelda est conçu comme un voyage initiatique, qui permet à Link et au joueur d'apprendre et de grandir à mesure qu'il approche de la fin du jeu.

### Représentation de l'utopie
Thomas More, philosophe du XVIe siècle, décrit l'utopie comme étant la représentation d'une société parfaite ou idéale. Pour Paul Brown, universitaire britannique, ce concept de réalité sans défaut a inspiré Eiji Aonuma et Hidemaro Fujibayashi pour leur représentation du royaume d'Hyrule dans Minish Cap. En effet, le royaume d'Hyrule tel qu'il est décrit dans Minish Cap présente plusieurs des caractéristiques d'une structure sociale utopique selon les critères de Platon, avec un rôle primordial donné à l'éducation, la présence de magistrats, de gardiens et de producteurs. Il n'y a pas d'ambiguïté quant à l'égalité entre les genres, pas d'esclavagisme ou de différences liées à la classe sociale, ainsi qu'une grande liberté personnelle pour chacun des habitants, qui sont tous heureux.
Toujours selon Brown, un autre argument qui rapproche le royaume d'Hyrule de Minish Cap d'une utopie est sa ressemblance avec la polis grecque de Platon, suffisamment grande pour être indépendante mais suffisamment petite pour créer un sentiment de communauté. C'est également un espace fortifié, facile à défendre. Le royaume d'Hyrule n'est pas non plus étranger aux notions d'abondance et d'âge d'or que l'on retrouve dans les écrits de Théocrite, ni à celle d'harmonie avec la nature décrite dans des écrits plus récents comme ceux d'Alfred Tennyson. Miyamoto déclare s'être lui-même inspiré de poèmes comme Kubla Khan, de Samuel Taylor Coleridge, pour concevoir Hyrule sur le modèle d'un jardin miniature, inévitablement intégré dans la nature qui l'entoure.

## Commercialisation

### Annonces et aperçus
The Legend of Zelda: The Minish Cap est annoncé pour la première fois en février 2003 lors d'une tournée européenne de Shigeru Miyamoto et d'Eiji Aonuma, à l'occasion de laquelle ils dévoilent qu'un nouveau jeu Zelda est en préparation dans les studios de Capcom. Cette information est confirmée lors de la cérémonie de l'E3 2004, où le titre et des images inédites du jeu sont révélés,. La mécanique de changement de taille, au cœur de ce nouvel opus, ainsi que le peuple Minish sont de même présentés au public à cette occasion.
La sortie de Minish Cap en Europe est annoncée en juin 2004 pour la fin d'année. Un site internet destiné à la promotion du jeu et à sa sortie est lancé en septembre 2004 et dévoile plusieurs nouveautés, comme le changement de taille de Link.
Plusieurs versions de la boîte du jeu sont proposées selon la région de commercialisation. Si les versions nord-américaines et européennes mettent l'accent sur l'action du jeu, la version japonaise met en avant le monde miniature des Minish.

### Sortie initiale

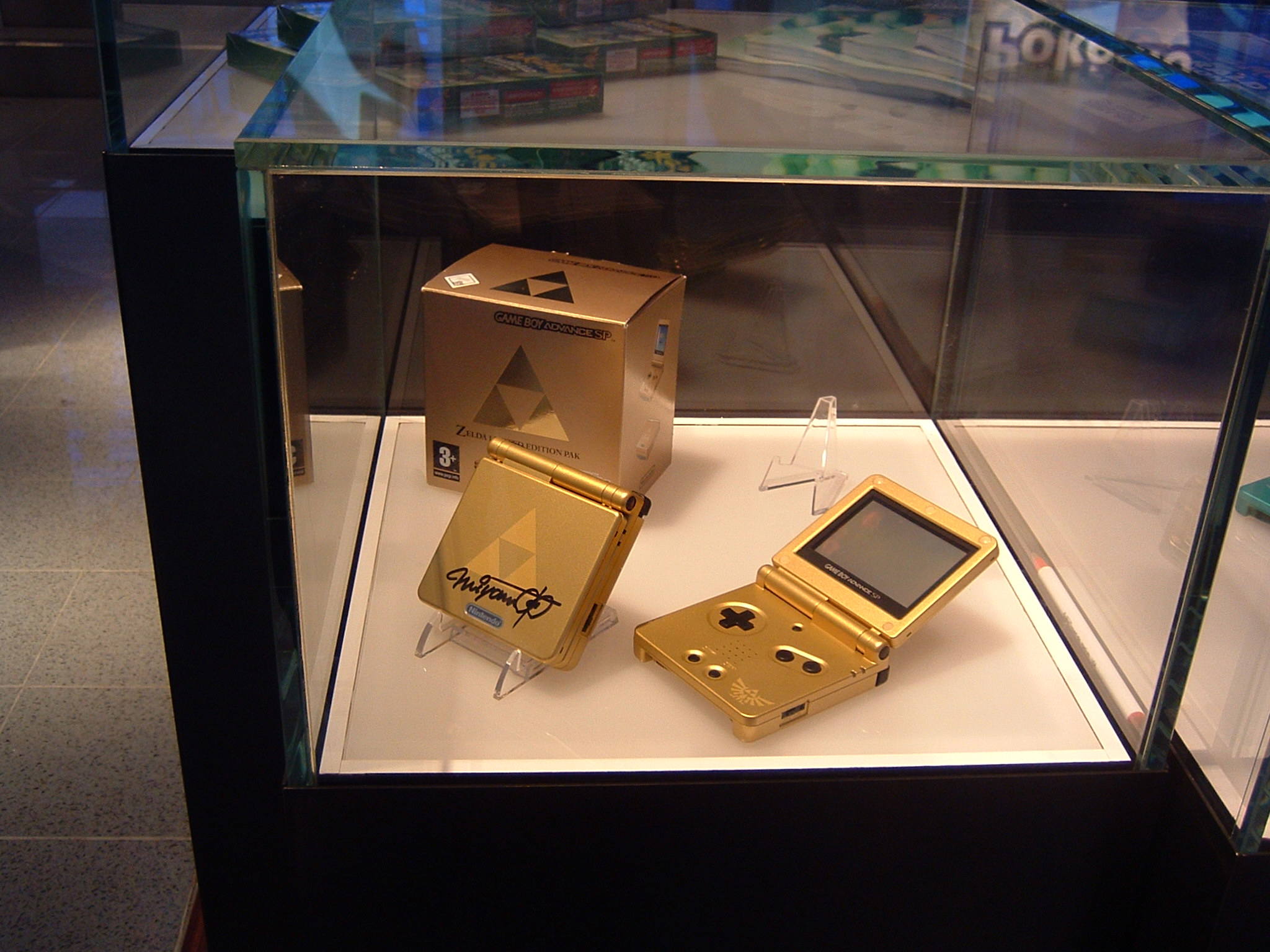
Une Game Boy Advance SP plaquée or et présentant le logo de la franchise Zelda, modèle très limité sorti à l'occasion de la commercialisation de Minish Cap.

Pour la première fois dans l'histoire de la série The Legend of Zelda, la sortie du jeu est prévue en Europe avant l'Amérique du Nord. Si le Japon reste le premier pays où le titre est commercialisé, avec une sortie nationale le 4 novembre 2004, le marché européen le suit de près avec une sortie le 12 novembre 2004. En revanche, le jeu n'est pas distribué en Amérique du Nord avant le 10 janvier 2005, pour des raisons commerciales. En effet, pour ne pas gêner le lancement de la Nintendo DS, sortie plus tôt aux États-Unis, et ne pas surcharger son offre pendant la période des fêtes de fin d'année, la firme japonaise décide de retarder l'introduction de Minish Cap sur le marché américain.
En outre, un pack en édition limitée contenant le jeu et une Game Boy Advance SP de couleur or sur le devant et à l'intérieur de laquelle figurent, respectivement, la Triforce et le blason de la famille royal d'Hyrule, est commercialisé. Au Royaume-Uni, certains acheteurs de cette édition limitée ont pu trouver un ticket doré leur donnant droit à une édition véritablement plaquée or, et non plus seulement colorée, de la Game Boy Advance SP. Seulement sept de ces tickets ont été placés dans les boîtes, faisant de cette console la plus rare de Nintendo. Un certain nombre d'exemplaires de cette version, dédicacés par Shigeru Miyamoto, créateur de la franchise, sont également mis en vente lors de l'inauguration du Nintendo Store de New York en 2007.
Plusieurs autres versions ont été conçues pour des éditions spéciales non accessibles au grand public. Intitulées « Limited Box Edition », elles contiennent, en plus du jeu et d'une version dorée de la console, un bonnet arborant la Triforce, un t-shirt et un certificat d'authenticité. Distribuées aux organismes de presse européens dans de très petites quantités (seulement 300 exemplaires), quelques copies ont aussi pu être obtenues par des fans via le système de fidélisation Nintendo VIP, en échange d'un très grand nombre de points de fidélité.

### Rééditions
Pour récompenser les premiers acheteurs de la Nintendo 3DS, plusieurs jeux Game Boy Advance leur sont offerts. Dans le cadre de ce programme de fidélité, Minish Cap est rendu disponible sur 3DS à partir de 2011,.
En 2014, Minish Cap est à nouveau mis à la disposition des joueurs, cette fois sur la console virtuelle de la Wii U,,. Enfin, en 2023, le jeu est rendu disponible pour les détenteurs d'un abonnement Nintendo Switch Online, lors de l'arrivée d'une application émulant la Game Boy Advance,.

## Accueil

### Critiques de la version originale
Lors de sa sortie, le jeu est très bien accueilli par la presse spécialisée qui émet des critiques positives sur l'amélioration du gameplay et plus généralement vante un opus dans la droite ligne de ses prédécesseurs, avec des graphismes, des mécaniques de jeu et une bande-son replongeant le joueur dans l'univers Zelda. Quelques bémols sont cependant signalés, en particulier la durée de vie, jugée un peu courte malgré les quêtes annexes. En septembre 2023, le jeu obtient une note moyenne de 90 % sur GameRankings, sur la base de 68 critiques, et de 89 % sur Metacritic sur la base de 56 critiques,.
Craig Harris, journaliste pour le site spécialisé IGN, souligne la qualité des graphismes et des animations des personnages, toutes retravaillées depuis l'opus précédent grâce au nouveau moteur graphique. Sur le site AllGame, Julia Reges fait similairement l'éloge des animations et des paysages du jeu, « d'excellente qualité pour la console », et vante en outre la bande-son, « variée et toujours adaptée aux environnements ». Pour Aymeric Lallée de la revue Joypad, il s'agit même du « plus beau jeu 2D de la machine ; il démontre avec brio que la 2D a encore de belles années devant elle ». Brad Shoemaker, critique pour le site spécialisé GameSpot, trouve le style visuel du titre « très plaisant ». Valérie Précigout, journaliste pour Jeuxvideo.com et spécialiste de la franchise, applaudit l'« atmosphère chaleureuse et colorée » du jeu ainsi que les reprises des thèmes musicaux des précédents titres, qu'elle juge excellentes. Dans le même esprit, Phil Theobald, journaliste pour le site spécialisé GameSpy, écrit que « la beauté des graphismes est la première chose que le joueur remarque en lançant le jeu ». Will van Dijk, journaliste pour le site spécialisé espagnol MeriStation, loue quant à lui aussi bien les performances du nouveau moteur graphique, « impeccable et quasiment exempt d'erreurs », que la qualité de la bande-son et du scénario. L'univers enchanteur du jeu est complimenté par Ludovic Bechtold, de la rédaction du site français spécialisé JeuxActu, qui approuve particulièrement « le choix des couleurs, des lumières et du design qui atteignent une sorte de perfection ». Pour Nick Ferris de RPGamer, la présentation graphique du jeu et les détails apportés aux différents environnements d'Hyrule font de Minish Cap l'un des « plus beaux RPGs sortis sur console portable ». La rédaction de Game Informer, quant à elle, décrit en des termes très positifs les graphismes du titre ainsi que la caractérisation des personnages, un « succès impressionnant pour la Game Boy Advance ». Elle apprécie également l'effort de portage réalisé pour intégrer les mélodies les plus connues de la saga, « qui rendent bien malgré les capacités sonores de la console ».
Le site spécialisé 1UP.com se réjouit de nouveautés de gameplay « très créatives » et de la manière dont le joueur est sans cesse incité à expérimenter pour trouver comment vaincre les boss, résoudre les énigmes et naviguer à travers les donjons. Tom Bramwell, pour Eurogamer, loue la mécanique principale de gameplay et, notamment, la sensation que procure l'exploration d'un environnement déjà connu avec un œil nouveau. Grégoire Hellot de Gamekult accueille lui aussi favorablement cette nouveauté en quoi il voit un « concept séduisant, bien géré et jouissif », à l'instar de Ryan Huschka, journaliste du quotidien américain Detroit Free Press. Du point de vue de Stefan Di Iorio, rédacteur pour le site spécialisé The Electric Playground, le game design et les différentes énigmes que doit résoudre le joueur sont tout particulièrement réussis. Il identifie en outre la possibilité pour Link de changer d'échelle entre le monde Minish et Hyrule comme l'un des atouts du titre, permettant une belle redécouverte du royaume. Pour le site spécialisé Siliconera, les phases d'action et la variété apportée aux combats tout au long du jeu sont une réussite. Charles Herold, dans le New York Times, salue un gameplay élaboré offrant une « belle aventure dans un vaste monde coloré ». Le site spécialisé RPGamer apprécie également la dualité du gameplay proposé par le jeu, l'alternance entre énigmes classiques, que l'on retrouve généralement dans les jeux Zelda, et action de type hack 'n' slash. La rédaction du site GamePro félicite les développeurs pour leur inventivité, citant les batailles de boss et les incursions dans le monde des Minish en exemple. Elle approuve pareillement le gameplay, notamment l'exploration des donjons et le système de combat.
Parmi les autres points positifs, Ludovic Bechtold de JeuxActu note les multiples clins d'œil aux autres titres de la franchise qui donnent à Minish Cap une touchante dimension nostalgique. Enfin, le segment du jeu consacré à la collection des fragments du bonheur, des coquillages et des figurines est loué par Nick Ferris, du site spécialisé RPGamer, qui le juge « extrêmement addictif », quoique « ne souffrant pas des défauts habituels de ces quêtes de collection ».
Néanmoins, le site spécialisé IGN déplore la trop courte durée de vie du jeu, d'autant plus décevante au regard des autres opus de la franchise, mais également l'aspect répétitif de la nouvelle mécanique impliquant les fragments du bonheur. Eurogamer, autre site spécialisé, émet les mêmes réserves quant à la durée de vie, considérant qu'elle souffre de la comparaison avec les autres jeux de la saga, tout comme GameSpot, GameSpy, The Electric Playground et Jeuxvideo.com. Shane Bettenhausen, journaliste pour le site 1UP.com, regrette que le milieu de partie soit le ventre mou du jeu mais note qu'il s'agit du « seul défaut d'une aventure portable autrement parfaite ». Julia Reges d'Allgame, quant à elle, pointe du doigt le niveau de difficulté, trop bas à ses yeux, ce que fait également le rédacteur du site spécialisé français Gamekult. Inversement, Charles Herold, du New York Times, déplore un boss final trop dur à vaincre qui retire au joueur une grande partie de son plaisir en fin de session. Parmi les critiques plus rares, RPGamer est déçu par la bande-son, estimant les nouvelles compositions « fades et sans intérêt » et les reprises « inférieures aux originales ». Enfin, contrairement à l'avis de la majorité, les rédactions du quotidien australien The Sydney Morning Herald et du site spécialisé espagnol MeriStation apprécient la durée de jeu, faisant valoir que les quêtes annexes permettent justement d'allonger cette dernière,.

### Ventes
Pendant sa première semaine d'exploitation en novembre 2004, Minish Cap est le jeu le plus vendu au Japon, s'écoulant à plus de 97 000 exemplaires,. Néanmoins, la semaine suivante, il descend à la quatrième place du classement, souffrant de la sortie de Kingdom Hearts: Chain of Memories sur la même console, mais 31 098 copies supplémentaires sont tout de même écoulées. Au bout de trois semaines, il chute à la neuvième place, 14 352 jeux s'étant ajoutés au total des ventes. Il devient le 62e jeu le plus vendu de l'année 2004, cumulant 196 477 exemplaires vendus depuis sa sortie.
Durant son premier mois d'exploitation aux États-Unis, à partir du 10 janvier 2005, Minish Cap se vend à 217 000 copies,. Il reste à la première place du classement des ventes des consoles portables en février, avec 123 736 copies supplémentaires écoulées, et également en mars,. Après six mois de commercialisation, Minish Cap est le septième jeu le mieux vendu de l'année 2005 sur le marché américain. Après un an, 680 000 jeux ont été vendus aux États-Unis, faisant de Minish Cap le 37e meilleur lancement pour un jeu portable dans ce pays.
À la fin de sa période d'exploitation, Minish Cap s'est écoulé à plus d'un million d'exemplaires, dont 350 000 copies au Japon uniquement, faisant de lui l'un des opus de la franchise s'étant le moins bien vendus.

### Critiques de la réédition
The Legend of Zelda: The Minish Cap est réédité sur la console virtuelle de la 3DS dès décembre 2011. Le jeu ne bénéficie d'aucun traitement visant à adapter ou modifier le matériel de base et n'est ainsi qu'un portage. Jacob Crites, journaliste chez Nintendo Life, s'en réjouit néanmoins, le portage permettant de redécouvrir un jeu qui est selon lui une « pépite oubliée ». Il porte un regard très favorable sur les nouveaux objets, comme les griffes de taupe ou le pot magique, et sur l'inventivité des donjons, bien qu'il émette des réserves quant à la légèreté du scénario et du contexte apporté à l'histoire principale.
Également ressorti sur la console virtuelle de la Wii U en 2014, le jeu bénéficie à nouveau seulement d'un portage n'apportant quasiment aucune nouveauté, à l'exception de l'ajout de la possibilité pour le joueur d'effectuer des sauvegardes à n'importe quel moment du jeu. Pour Martin Watts, lui aussi rédacteur pour le site spécialisé Nintendo Life, le jeu propose « une approche innovante » soutenue par un univers visuel coloré et une bande-son au sommet.

### Récompenses
| Année | Récompense   | Catégorie                              | Statut     |
| ----- | ------------ | -------------------------------------- | ---------- |
| 2006  | DICE Awards  | Meilleur jeu sur console portable      | Nomination |
| 2005  | Webby Awards | Meilleure utilisation du support vidéo | Lauréat    |

The Legend of Zelda: The Minish Cap est nommé dans plusieurs cérémonies récompensant les différents arts interactifs. Il est notamment lauréat du prix de la meilleure utilisation du support vidéo pour un site Internet dans le cadre de l'édition 2005 de la cérémonie des Webby Awards. L'année suivante, Minish Cap est de nouveau nommé dans une cérémonie spécialisée, cette fois les DICE Awards, dans la catégorie « Meilleur jeu sur console portable », mais perd contre Nintendogs.
Minish Cap est également nommé dans plusieurs rétrospectives de site spécialisés. GameSpot l'élit « Meilleur jeu Game Boy Advance de l'année 2005 », devant d'autres jeux comme Fire Emblem: The Sacred Stones, Riviera: The Promised Land ou WarioWare: Twisted!. Lors d'une rétrospective effectuée en 2007 par le site web spécialisé IGN, revenant sur les différents jeux sortis sur Game Boy Advance, la rédaction du site place The Legend of Zelda: The Minish Cap à la 20e place des meilleurs jeux sortis sur la console. Similairement, lors d'un bilan des meilleurs jeux Nintendo, toutes consoles confondues, réalisé par l'Official Nintendo Magazine en 2009, Minish Cap est placé à la 47e position.
| Année | Récompense              | Catégorie                                     | Statut    |
| ----- | ----------------------- | --------------------------------------------- | --------- |
| 2005  | GameSpot's Best of 2005 | Meilleur jeu Game Boy Advance de l'année 2005 | Lauréat   |
| 2007  | Rétrospective IGN       | Meilleur jeu Game Boy Advance                 | 20e place |

## Postérité

### Importance et suite
The Legend of Zelda: The Minish Cap conclut une série de trois jeux très cohérents tant sur le plan scénaristique, dans la chronologie des événements et dans l'évolution de l'univers, que sur le plan esthétique. La direction prise par l'équipe de développement, à savoir celle d'un jeu solo en opposition au mode multijoueur prédominant des deux autres opus, permet d'étoffer certains personnages, comme Vaati, et certaines légendes, comme celle de l'épée des Quatre, en plus de créer un univers à part entière,. Si l'exécution n'est jamais remise en cause, les critiques estiment a posteriori que le jeu manque un peu d'envergure. Dans l'ouvrage Zelda : Chronique d'une saga légendaire, les auteurs jugent que le jeu est sympathique, à défaut d'être brillant, et que s'il reprend tous les marqueurs de la franchise, il se contente « d'appliquer une formule bien définie, sans jamais faire preuve d'originalité ». Pour le magazine Les Cahiers de la playhistoire, il s'agit d'un titre minime, « souffrant de la comparaison avec ses aînés ». Salva Fernandez, auteur de l'ouvrage Zelda : L'Aventure sans fin, le voit comme un épisode à part entière de la saga en raison non seulement de ses caractéristiques et de son univers inédit, mais aussi de son affranchissement par rapport aux grands classiques, Minish Cap ne présentant aucune trace de la Triforce ou de Ganon qui sont pourtant des éléments incontournables de la série Zelda. Cette opinion ne fait pas consensus, d'autres organismes spécialisés estimant que Minish Cap est un jeu injustement oublié de la franchise. Kate Gray, rédactrice en chef du site Nintendo Life, pense par exemple que la manière dont Minish Cap nous force à repenser la perspective ainsi que l'opportunité qu'il donne au joueur de redécouvrir des objets du quotidien sous un nouvel angle donnent « tout son charme » au titre Game Boy Advance. Nikole Robinson, du site spécialisé Game Revolution, considère qu'il s'agit d'un titre « plein de cœur, avec une mécanique innovante, parmi les meilleurs jeux du catalogue de la console ».
Malgré la tendance de la critique à juger Minish Cap secondaire, plusieurs sites le placent en bonne position dans leur classement des meilleurs jeux de la franchise. Ainsi, Game Revolution le met à la neuvième place à l'occasion de sa rétrospective des jeux Zelda en 2023, tandis que Nintendo Life le place à la quinzième position. Plusieurs membres de la rédaction de GameSpot le notent quatrième dans des classements similaires. Le site spécialisé espagnol MeriStation place quant à lui le jeu à la première place du classement des meilleurs jeux Game Boy Advance, devant d'autres titres comme Metroid Fusion ou Golden Sun. Par ailleurs, le jeu est inclus dans la sélection des 1001 jeux vidéo auxquels il faut avoir joué dans sa vie de l'ouvrage homonyme de 2010. En outre, plusieurs éléments du jeu sont cités parmi les plus marquants de la série, comme ses boss ou sa représentation du monde d'Hyrule,,. Un état des lieux de la franchise effectué en 2021 par l'historien du jeu vidéo Florent Gorges en recueillant les avis d'un public français révèle également que Minish Cap finit neuvième dans leur classement des opus favoris de la série. Même si les personnes interrogées pensent aussi qu'il s'agit de l'un des jeux Zelda les moins impactants, elle le classe parmi les meilleurs titres pour découvrir la franchise.
Une grande partie de l'équipe de développement reste en place pour la mise en chantier du prochain opus sur console portable, lui aussi inspiré du style graphique de The Wind Waker : The Legend of Zelda: Phantom Hourglass (2007). Hidemaro Fujibayashi, à la suite de la dissolution du studio Flagship, rejoint officiellement Nintendo et assiste Daiki Iwamoto dans la réalisation du nouveau jeu, toujours sous la supervision d'Eiji Aonuma, avant de se voir confier la réalisation de deux autres épisodes de la franchise, cette fois sur console de salon : The Legend of Zelda: Skyward Sword (2011) puis The Legend of Zelda: Breath of the Wild (2017), toujours en tandem avec Aonuma.
Lorsque, après la dissolution du studio Flagship, Fujibayashi rejoint Nintendo, la majorité de l'équipe intègre Capcom. S'ils coopèrent sur d'autres projets, la majorité de l'équipe se retrouve pour la conception du jeu Mighty No. 9, notamment Keiji Inafune, producteur de Minish Cap, mais également le concepteur des personnages ainsi que le compositeur.

### Influences sur la série

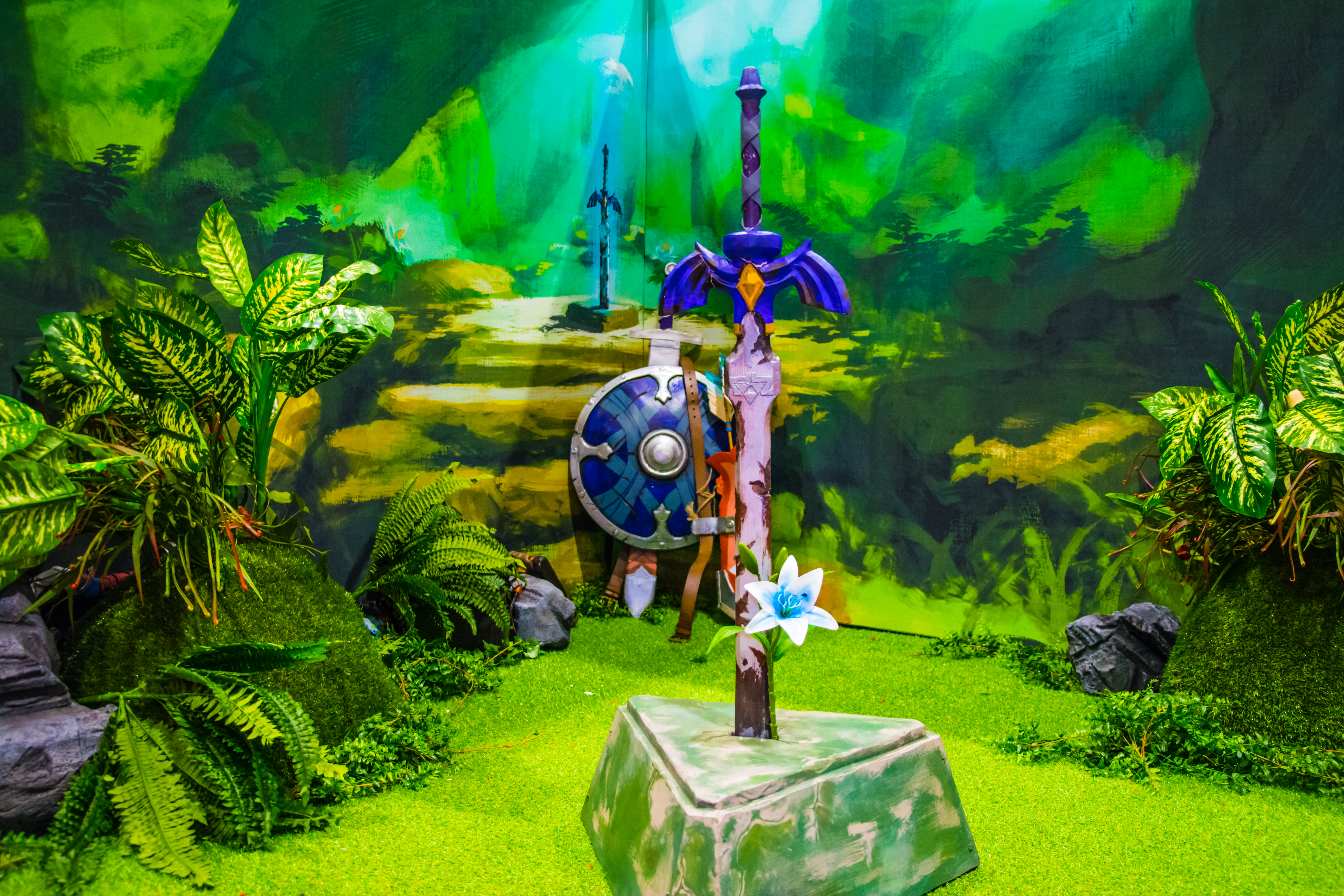
Plusieurs références à Minish Cap sont faites dans l'opus The Legend of Zelda: Breath of the Wild, réalisé par la même équipe (ici, le décor du jeu).

Certains éléments intégrés à Minish Cap se retrouvent dans d'autres titres de la saga. Par exemple, le pot magique et son pouvoir sur les vents sont retravaillés pour donner l'hélice des bourrasques dans The Legend of Zelda: Spirit Tracks et The Legend of Zelda: A Link Between Worlds, ou le souffle-vent dans The Legend of Zelda: Skyward Sword et The Legend of Zelda: Tri Force Heroes.
Dans The Legend of Zelda: Breath of the Wild, lui aussi réalisé par Fujibayashi et sorti en 2017, plusieurs éléments topographiques sont nommés en l'honneur de personnages ou de lieux de Minish Cap, comme le mont Gonggle, le mont Gustave ou la plaine Belet. Le personnage de Terry fait également son retour. De plus, Fujibayashi comptait initialement inclure le peuple Minish dans l'univers de Breath of the Wild avant de devoir renoncer à cette idée.
Le style visuel distinctif de Minish Cap est également réutilisé dans le spin-off Cadence of Hyrule, un jeu d'action et de rythme se déroulant dans l'univers de la saga Zelda,.

### Produits dérivés et autres apparitions
Un manga dessiné et scénarisé par Akira Himekawa intitulé The Legend of Zelda: The Minish Cap sort en même temps que le jeu au Japon en 2005 et, plus tardivement, en France aux éditions Soleil en 2010. Il reprend l'histoire narrée dans le jeu, dans laquelle Link doit combattre Vaati pour libérer Zelda de la malédiction infligée par celui-ci,.
Un Monopoly aux couleurs de The Legend of Zelda est commercialisé, dans lequel le village Minish est disponible à l'achat, remplaçant le boulevard de la Villette,.
Dans le jeu de combat Super Smash Bros. Brawl, plusieurs personnages issus de la série The Legend of Zelda sont disponibles en tant que personnages jouables, comme Link cartoon qui, bien qu'inspiré du Link de The Wind Waker, reprend les codes esthétiques de celui de Minish Cap. Il est d'ailleurs considéré comme un personnage différent de Link lui-même, dont l'apparence est plus proche de celle qu'il a dans Twilight Princess. Il fait son retour dans les suites de ce jeu, Super Smash Bros. for Nintendo 3DS / for Wii U et Super Smash Bros. Ultimate,. Enfin, dans ce dernier, plusieurs esprits font référence à des personnages de Minish Cap.